# 周昂 (金朝)
周昂（12世纪？—1211年），字德卿，真定府（今河北省正定县）人，金朝政治人物，大定进士、同知沁南军节度使周伯禄（字天锡）的儿子。
周昂二十四岁时中进士，初任南和县主簿，因政绩优良，升任良乡县令，入朝为监察御史。因为题诗涉谤讪罪，废谪东海上十余年。后起复为隆州都军，以立有边功召为三司官。大安三年（1211年）蒙古南攻金朝，周昂权行六部员外郎，跟随参知政事完颜承裕行省事备边防御蒙古。会河堡战败，逃到易州，易州城陷，与侄周嗣明同一起死难。他崇尚名节，学术雅正，诸儒都尊奉为师。著有《常山集》，后佚。